# Russell W. Peterson
Russell Wilbur Peterson (Portage, 3 de outubro de 1916 - 21 de fevereiro de 2011) foi um cientista e político norte-americano. Ele foi governador de Delaware, como membro do Partido Republicano.